# هيو موراي
هيو موراي (بالإنجليزية: Hugh Murray)‏ (8 يناير 1979 في المملكة المتحدة - ) هو لاعب كرة قدم إسكتلندي في مركز الوسط. شارك مع منتخب إسكتلندا تحت 21 سنة لكرة القدم. أما مع النوادي، فقد لعب مع نادي بارتيك ثيسل ونادي سانت ميرين ونادي دمبرتون ونادي كلايد.

## وصلات خارجية
- هيو موراي على موقع قاعدة بيانات كرة القدم.إي يو (الإنجليزية)
- هيو موراي على موقع Soccerbase.com (لاعب) (الإنجليزية)